# Winefreda Geonzon
Winefreda Geonzon (8 octobre 1941 - 25 juillet 1990) est une avocate philippine. Elle a reçu le prix Nobel alternatif en 1984.

## Biographie
En 1978, Winefreda Geonzon, confrontée aux abus du système juridique pendant le régime de Ferdinand Marcos, a créé le Free Legal Assistance Volunteers Association (FREELAVA), bureau d'aide juridique aux victimes de violations des droits humains. 
Winefreda Geonzon a reçu du prix Nobel alternatif en 1984, « pour le secours apporté aux prisonniers, en facilitant leur réhabilitation ».

## Citation
"Nous estimons qu'il est vain de critiquer sans offrir des alternatives, et nous avons prouvé maintes fois que les gens sont bons par nature. Dans notre propre travail, nous voyons la beauté de la réconciliation plutôt que l'affrontement."